# 北根貞雄
北根 貞雄（きたね さだお、1905年4月10日 - 1987年9月19日）は、日本の経営者。兵庫県出身。

## 経歴
1927年に名古屋高等商業学校を卒業し、同年に愛知銀行に入行。
1955年に取締役に就任し、1958年11月に常務、1961年5月に専務を経て、1962年5月に中央信託銀行副社長に就任し、1965年12月には社長に昇格。1970年12月に会長に就任し、1975年12月に取締役相談役を経て、1978年6月に相談役に就任。
1975年4月に勲三等瑞宝章を受章。
1987年9月19日呼吸不全のために死去。82歳没。